# Blackshear M. Bryan

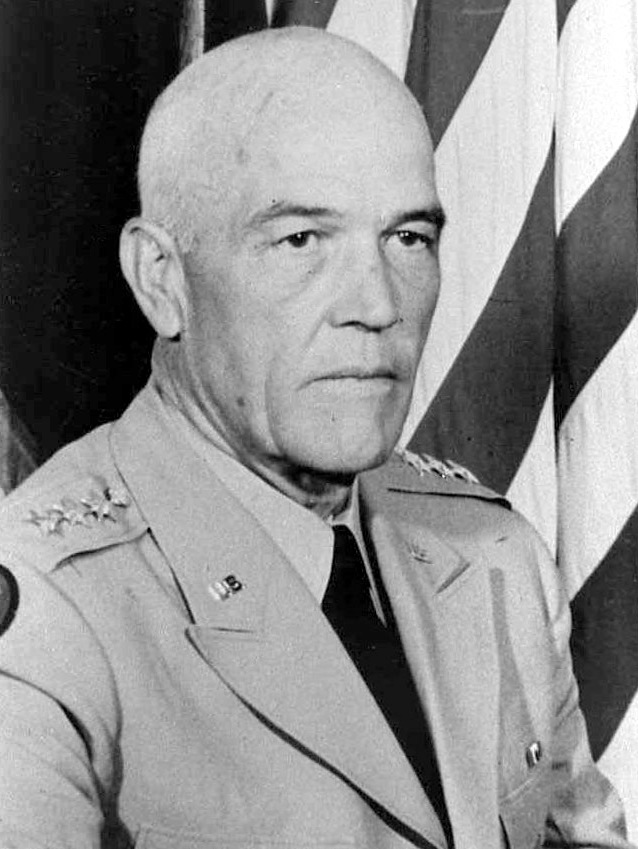
Generalleutnant Blackshear M. Bryan

Blackshear Morrison Bryan (* 8. Februar 1900 in Alexandria, Louisiana; † 2. März 1977 in Silver Spring, Maryland) war ein US-amerikanischer Generalleutnant der US Army, der zwischen 1953 und 1954 Kommandierender General des I. US-Korps (I Corps), von 1954 bis 1956 Superintendent der US Military Academy in West Point, zwischen 1956 und 1957 Befehlshaber der Landstreitkräfte im Pazifikraum (US Army Pacific) sowie zuletzt von 1957 bis 1960 Kommandierender General der Ersten US-Armee (First US Army) war.

## Leben

### Offiziersausbildung und Zweiter Weltkrieg
Blackshear Morrison Bryan, Sohn von Blackshear Morrison Bryan und dessen Ehefrau Fannie Guy Newman Bryan, besuchte zunächst das Virginia Military Institute (VMI) und erhielt 1918 die Zulassung zur Offiziersausbildung an der US Military Academy in West Point, die er wegen des Ersten Weltkrieges erst 1922 abschließen konnte. Im Anschluss wurde er als Leutnant der Artillerie in die US Army übernommen und absolvierte eine Zusatzausbildung zum Artillerieoffizier an der Feldartillerieschule (US Army Field Artillery School) in Fort Sill. Anschließend kehrte er zur US Military Academy zurück, an der er von 1925 bis 1926 Assistenztrainer der Football-Mannschaft war. Nachdem er 1927 zum Oberleutnant befördert worden war, war er zwischen 1928 und 1929 erstmals Instrukteur an der US Military Academy. Nach verschiedenen anderen Verwendungen war er von 1933 bis 1934 erneut Instrukteur an der US Military Academy und erhielt 1935 seine Beförderung zum Hauptmann. Nachdem er in weiteren Verwendungen als Offizier eingesetzt war, absolvierte er das US Army War College in den Washington Barracks und wurde nach deren Abschluss zum Major befördert.
Zum Zeitpunkt des Angriffs auf Pearl Harbor am 7. Dezember 1941 und dem Eintritt der Vereinigten Staaten in den Zweiten Weltkrieg am darauf folgenden 8. Dezember 1941 war Major Bryan Leiter der Polizei-Sektion im Generalstab des Heeres im US-Kriegsministerium. Dort erfolgte am 1. Januar 1942 seine Beförderung zum Oberstleutnant der Army of the United States sowie am 11. Februar 1942 seine Ernennung zum Leiter der Fremden-Abteilung im Büro des US Army Provost Marshal General, der für Ermittlungs- und Inhaftierungsverfahren von Militärangehörigen zuständig ist, sowie zugleich Assistent US Army Provost Marshal General. Am 1. Juli 1942 wurde er zunächst zum Oberst sowie am 11. Dezember 1942 zum Brigadegeneral befördert und wurde nach einer Reorganisation des Büros des US Army Provost Marshal General 1943 Leiter der Abteilung Kriegsgefangene, wodurch er für die Internierung japanischstämmiger Amerikaner in Internierungslagern sowie die Kriegsgefangenenlager in den gesamten USA zuständig war. Für seine Verdienste in dieser Funktion erhielt er 1945 erstmals die Army Distinguished Service Medal.

### Nachkriegszeit und Koreakrieg
Nach Kriegsende wurde Generalmajor Blackshear M. Bryan am 17. Juli 1945 als Nachfolger von Generalmajor Archer L. Lerch schließlich selbst Provost Marshal General der US Army und bekleidete diesen Posten bis zu seiner Ablösung durch Generalmajor Edwin P. Parker, Jr. am 10. April 1948. Während seiner Amtszeit wandelte er durch die Kriegshandlungen geprägte Behörde in ein Amt um, das nach Kriegsende für militärischen Untersuchungen, die Militärpolizei (Military Police Corps) sowie die Militärpolizeischule des Heeres zuständig war. Am 28. Juni 1948 wurde er Chef des Stabes des US-Karibik-Kommandos (US Caribbean Command), ein vereinigtes Regionalkommando und Vorläufer des heutigen US-Streitkräftekommandos Süd (US Southern Command), sowie im Anschluss während des Koreakrieges am 26. Januar 1951 Kommandeur der 24. Infanteriedivision (24th Infantry Division), der sogenannten „Victory Division“. Dabei handelte es sich um sein erstes Kommando über eine Kampfeinheit, die er bis März 1952 befehligte. Trotz fehlender Kampferfahrung gewann er die Anerkennung des damaligen Oberbefehlshabers des Kommandos Fernost FECOM (US Far East Command), General Matthew B. Ridgway, so dass er 1952 stellvertretender Chef des Stabes des Kommandos Fernost in Tokio war.
1952 wurde Bryan als Nachfolger von Generalmajor Clovis E. Byers Kommandierender General des ebenfalls in Japan stationierten XVI. US-Korps und hatte diesen Posten bis August 1953 inne, woraufhin Generalmajor Samuel Tankersley Williams seine dortige Nachfolge antrat. Anschließend war er zur UN-Waffenstillstandskommission in Korea UNCMAC (United Nations Command, Military Armistice Commission, Korea) abgeordnet, ehe er daraufhin Generalleutnant wurde. Er löste am 29. Oktober 1953 Generalleutnant Bruce C. Clarke als Kommandierender General des wiederum in Südkorea eingesetzten I. US-Korps (I Corps) ab und verblieb auf diesem Kommandeursposten bis zu seiner Ablösung durch Generalleutnant John H. Collier am 12. Juli 1954. Für seine Verdienste als Kommandierender General wurde er am 18. August 1954 abermals mit der Army Distinguished Service Medal geehrt.

### Superintendent der US Military Academy und Kommandierender General der Ersten US-Armee

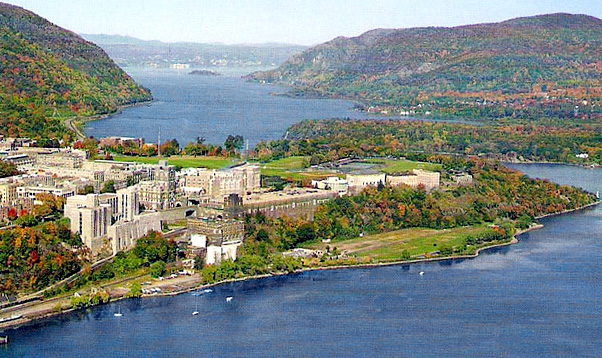
Generalleutnant Bryan war zwischen 1954 und 1956 Superintendent der US Military Academy in West Point

Im Anschluss fungierte er als Nachfolger von Generalmajor Frederick Augustus Irving vom 1. September 1954 an als Superintendent der US Military Academy in West Point. Heeresminister (US Secretary of the Army) Robert T. Stevens nominierte ihn zum Superintendenten der US Military Academy am 10. Februar 1954 in einem Gespräch mit US-Präsident Dwight D. Eisenhower und bestätigte diese Ernennung gegenüber dem Präsidenten am 17. Februar 1954 schriftlich in einem Memorandum. Dabei bezeichnete Stevens nach anfänglichen Bedenken des Präsidenten die Nominierung Bryans als „logische und weise Wahl“ und verteidigte auch den Dienstgrad als Generalleutnant anstelle eines Generalmajors damit, dass „dies kein Hindernis für die Ernennung eines so hochqualifizierten Offiziers für einen so lebenswichtigen Posten sein sollte. Diese kann das Ansehen der Akademie steigern.“ Am 19. Februar 1954 antwortete Präsident Eisenhower in einem Schreiben an Heeresminister Stevens mit den Worten:
„Vielen Dank für Ihr Memorandum, in dem sie mir die Gründe für die Wahl von Bryan für West Point dargelegt haben. Natürlich bin ich damit einverstanden – solange Sie sorgfältig über die möglichen Auswirkungen der Ernennung eines Drei-Sterne-Generals für diesen Posten nachgedacht haben. Wenn Sie das nächste Mal in meinem Büro sind, denken Sie bitte daran, mir die Überlegungen zu erläutern, die für die Ernennung von Drei- und Vier-Sterne-Generälen gelten. Der Grund für die Anfrage ist, dass ich verstehe, dass diese besonderen Dienstgrade automatisch an Personen vergeben wurden, die bestimmte Positionen besetzen. Ich glaube, alle sind vorübergehend und ich weiß, dass der Dienstgrad bei den ersten Ernennungen eine Position als Grund hatte. Dies muss nicht vollständig zutreffen, da Sie mich als Präsident nicht gebeten haben, West Point dauerhaft als einen dieser Posten zu bestimmen.“
‚Thank you very much for your memorandum giving me the reasons for the selection of Bryan at West Point. Of course, I agree – so long as you have carefully considered the possible effect of detailing a three-star general to that post. Incidentally, the next time that you are in my office please remember to outline for me the considerations that govern the assignment of three and four-star generals. The reason for asking is that it is my understanding that these particular grades were automatically given to people occupying specific positions. All of them, I believe, are temporary and I know that when first authorized the theory was grade for position. This must not be completely true because you have not requested me, as President, to designate the West Point, permanently, as one of these posts.‘
Am 14. Juli 1956 wurde er als Superintendent der US Military Academy von Generalleutnant Garrison H. Davidson abgelöst.
Als Nachfolger von Generalmajor Herbert B. Powell übernahm Generalleutnant Blackshear M. Bryan danach im Juli 1956 den Posten als Befehlshaber der Landstreitkräfte im Pazifikraum (US Army Pacific) in Hawaii und hatte diesen bis Juli 1957 inne, woraufhin General Isaac D. White sein Nachfolger mit dem Titel als Oberkommandierender der US-Landstreitkräfte im Pazifikraum (Commander-in-Chief, US Army, Pacific) wurde. Zuletzt wurde er am 1. August 1957 Nachfolger von Generalleutnant Thomas W. Herren als Kommandierender General der Ersten US-Armee (First US Army). Diesen Kommandeursposten hatte er bis zu seinem Eintritt in den Ruhestand am 29. Februar 1960 inne, woraufhin Generalleutnant Edward J. O’Neill seine Nachfolge antrat. Zugleich war er zwischen 1954 und 1957 Standortkommandant von Fort Jay auf Governors Island in der Upper New York Bay. Am 22. März 1960 wurde ihm erneut die Army Distinguished Service Medal verliehen. Danach war er zwischen 1960 und 1965 noch erster Präsident des Nassau Community College in East Garden City.
Aus seiner 1926 geschlossenen Ehe mit Catherine DeArmand gingen die beiden Söhne Blackshear M. „Morrie“ Bryan, Jr., und James Edward „Jamie“ Bryan hervor, die beide ebenfalls Absolventen der US Military Academy und Offiziere der US Army waren. Nach seinem Tode wurde er auf dem Friedhof der United States Military Academy bestattet.

## Auszeichnungen
Auswahl der Dekorationen, sortiert in Anlehnung an die Order of Precedence of Military Awards:
- Army Distinguished Service Medal (3×)